# Eau de Gaël
L'eau de Gaël serait une eau miraculeuse employée contre la rage. Il s'agissait d'abord de l'eau d'une fontaine située à Gaël, en Bretagne, fréquentée par de nombreux pèlerins puis rebouchée. Le culte de l'eau de Gaël fut finalement reporté sur le fruit d'une recette secrète conservée par les recteurs de la paroisse. 
Après la messe en l'église de Gaël, des pèlerins venus chercher un remède contre la rage buvaient l'eau tirée d'un puits très profond situé à l'angle nord-ouest de l'ancien château de Gaël mais l'emplacement du puits fut rapidement oublié après avoir été bouché. Cette fontaine fut bouchée et la croyance en la fontaine miraculeuse fut remplacée au XVIIIe siècle par la croyance en l'eau de Gaël, un remède contre la rage concocté par le curé qui fut diffusé jusqu'à Nancyet qui fit venir un grand nombre de pèlerins. On dit que le secret du remède contre la rage est transmis à chaque recteur de Gaël depuis au moins la moitié du XIXe siècle. En 1763, le curé de Gaël, M. Duchêne-Guyot indique donner une grande quantité de l'eau miraculeuse à l'abbaye Saint-Georges de Rennes et en distribuer aux pèlerins qui apportent des bouteilles. 
On retrouve une trace de l'utilisation miraculeuse de l'eau en 1757 aux Iffs ainsi que des traces de l'utilisation infructueuse de l'eau de Gaël en 1773 à Saint-Caradec et en 1804 à Saint-Jean-sur-Couesnon. Le remède était encore distribué par le recteur durant l'entre-deux-guerres.
La vertu curative de la source remonterait à saint Méen, qui la fit sourdre pour remercier le roi Noël. Certains indiquent que la première fontaine antirabique étaient située près du manoir de la Galonnais et dédiée à saint Hubert. Jean Delumeau indique que la première fontaine miraculeuse, celle de Saint-Méen  fait venir des pèlerins de toute la Haute-Bretagne à Gaël au XVIIe siècle. Certains indiquent qu'une fois la première fontaine bouchée, le pouvoir fut transmis à celle de Saint-Symphorien ou à une source sous l'autel de l'église paroissiale.